# Francesco Salata
Francesco Salata (17 septembre 1876, Ossero - 10 mars 1944, Rome) est un écrivain, historien, diplomate et homme politique italien.
Salata est un irrédentiste, bien qu'il ait une approche plus légaliste que ses contemporains. Il est aussi plus libéral,. Il est attaqué par les fascistes, bien que, après qu'ils prennent le pouvoir, il soit employé par le gouvernement fasciste et écrit des livres qui soutiennent la politique fasciste. Très friand de son Istrie natale, Salata s'oppose à la slavisation menée par les prêtres croates en Istrie et au Kvarner. Il accuse le clergé slovène et croate d'avoir mené à bien la slavisation de l'Istrie et du Kvarner. Salata soutient l'idée que la Dalmatie, l'Istrie et le Kvarner seraient, historiquement, des terres italiennes.

## Biographie
Salata développe très tôt ses sentiments irrédentistes et risque d'être expulsé de toutes les écoles de l'empire d'Autriche à cause de cela. En 1925, il part en voyage à Rome et décide de rester pour plaider sa cause pour l'intervention d'Italie dans la Première Guerre mondiale. Il est employé par Giovanni Giolitti dans les négociations menant à la signature du traité de Rapallo en 1920. Les autorités autrichiennes ripostent à son épouse Ilda Mizzan, incarcérée pendant un an avec leur fille. Sa femme meurt quelques années après la fin de la guerre (1922), des suites de son internement.
Salata est dans un premier temps contré par les fascistes, qui attaquent même la voiture dans laquelle il voyage avec sa fille, lors d'une visite à Trente. Salata publie alors des livres et des essais qui sont vus favorablement par les fascistes et bien accueillis en Italie, dont L'Italia e la Triplice: secondo i nuovi documenti austro-germanici (1923) et Guglielmo Oberdan secondo gli atti segreti del processo: carteggi diplomatici e altri documenti inediti (1924),.
Salata devient sénateur le 4 décembre 1924, et le restera jusqu'en 1943. En 1934, il est invité à Vienne (où, malgré ses idées irrédentistes, il est toujours tenu en haute estime), pour travailler à la création de la Istituto Italiano di Cultura, dont il devient directeur en 1935. En 1936, il devient ambassadeur d'Italie en Autriche.
Salata meurt à Rome le 10 mars 1944.